# إلزا غودار
إلزا غودار ( 24 أغسطس 1978 في طولون – )، هي فيلسوفة ومحللة نفسية وكاتبة مقالات فرنسية.

## سيرة شخصية
أكملت إلزا غودار سنواتها الأولى من الدراسة في جامعة نيس صوفيا أنتيبوليس حيث تابعت دروس الفلسفة لأساتذة مثل دومينيك جانيكود وأندريه توسيل وفرانسواز داستور وكليمان روسيه وناقشت أطروحة الماجستير تحت إشراف دانيال شارل وجان فرانسوا ماتي [الفرنسية]. في عام 2005، ناقشت أطروحة الدكتوراه في الفلسفة "حول ميتافيزيقيا الصدق"، بتوجيه من بيير مانيار [الفرنسية]، في جامعة باريس، وفي عام 2011، حصلت على الدكتوراه في علم النفس،" الإرادة اللاواعية. مسألة إرادة غير موضوعية، تحت إشراف جيرار بومييه [الإنجليزية] بجامعة ستراسبورغ. في 30 مايو 2017، ناقشت تأهيلًا جامعيًا في جامعة باريس ديديرو، حول تحولات الموضوع في العصر الافتراضي. من الموضوع الفلسفي إلى موضوع التحليل النفسي.
شاركت في ندوة سانت بطرسبورغ (نيسان / أبريل 2003)، حيث قدمت موضوع إزاحة الصدق في الدين، من جان دارك إلى تشارلز بيجي، وكلفها بول ريكور بكتابة ملخص لمراسلتها. مفارقات الترجمة.
إلزا غودار باحثة دائمة ومديرة أبحاث في المختبر متعدد التخصصات لدراسة سياسة هانا أرندت في جامعة باريس-إيست. تدرس في مدرسة الأخلاق في سالبترير. منذ عام 2016، باحثة مشاركة في مرصد الإيدز والجنس بكلية العلوم النفسية والتعليم في جامعة بروكسل الحرة.
تعمل محللة نفسية. هي عضو في الاتحاد الأوروبي للتحليل النفسي ونائبة رئيس جمعية التحليل النفسي التي تم إنشاؤها عام 2017.

## أنشطة البحث والتدريس
تُدرِّس إلزا غودار أخلاقيات الطب في مدرسة الأخلاق في سالبترير (بالفرنسية: Salpêtrière) حيث أدارت من 2009 إلى 2019 شهادة جامعية [الفرنسية] في أخلاقيات الطب والمستشفى في مستشفى فيل ايفرار. في عام 2020، أنشأت وحدة الأخلاقيات والرقمي، والتي شاركت في إدارتها مع البروفيسور لوفيفر دي نويت (بالفرنسية: Pr. Lefevre des Noettes). وهي عضو في معهد سيم ويست الافتراضي.
يركز بحثها، داخل المختبر متعدد التخصصات لدراسة السياسة حنا أرندت في موضوع تحولات الذاتيات في العصر الافتراضي، ويتناول مسألة موضوع الوعي وموضوع اللاوعي والموضوع من الافتراضي.

قالت في كتابها أنا أوسلفي أنا موجود : 
أصبح من الضروري فهم "ظاهرة السيلفي" ووضعها ضمن تفكير شامل حول ما يدبّر في الفضاء الإفتراضي الذي لا يتوقف عن التطور. لقد أصبح السيلفي، من خلال مظاهره المتعددة والتافهة، رمزاً لمجتمع في عز تحولاته، مجتمع يديره الشباب بفضل تمكنهم من التكنولوجيا الجديدة. 

## المنشورات
- «أنا أريد إذن أنا أستطيع» (بالفرنسية: Je veux donc je peux)، بلون، 2007 ؛ كتاب الشهر الكبير، 2008 ؛ جيب 2009 ؛ InterEditions، 2020 .
- «النجدة، أخاف أن أحب» (بالفرنسية: Au secours j’ai peur d’aimer) (مع ماريون كاثرين جرال)، بلون، 2007 ؛ جيب، 2009.(ردمك 9782259203814)
- «الصدق، ما نقوله، ما نحن عليه»(بالفرنسية: La sincérité, ce que l’on dit, ce que l’on est)، لاروس، كول. " يتفلسف »، 2008.(ردمك 978-2-03-583953-4)
- «إديت شتاين، حب الآخر»(بالفرنسية: Edith Stein, l’amour de l’autre)، Les éditions de l’Œuvre، 2011 ؛ اعادة اصدار، Toucan editions [الفرنسية]، 2014.(ردمك 9782356310873)
- «ماذا يعتمد عليّ»، ألبين ميشيل، 2011.[20]
- «كن أفضل مع نفسك»، ميشيل لافون [الإنجليزية]، 2012.[21]
- «الشعور الانساني. بيان للرجل الحر»، منشورات عوفاديا، 2014.[22]
- «أنا أصور نفسي إذن أنا موجود. تحولات الذات في العصر الافتراضي» (بالفرنسية: Je selfie donc je suis. Les métamorphoses du moi à l'ère du virtuel,)، ألبين ميشيل، 2016.[23][24] ترجمة الكاتب المغربي سعيد بنكراد[25]
- «حول الإحسان الذاتي والخطابات الأخرى»، Uppr، 2017.
- «هل سيختفي التحليل النفسي؟ ؟»،  .
- «آخر هلواز.مسرحية فلسفية في ثمانية مشاهد»، طبعات عوفاديا، 2018 .
- «أخلاق الصدق. البقاء على قيد الحياة في عصر الأكاذيب»، أرماند كولين، 2020، جائزة المعرفة 2020 .
- «موضوع الوعي. تمرين»، التحول من الذاتية، المجلد. 1.، هيرمان، 2020.(ردمك 9791037003874)
- «موضوع اللاوعي. تشوه»، Metamorphosis of selfivities، vol.2.، Hermann، 2020.(ردمك 9791037003881)
- «موضوع الظاهري. تحويل»، Metamorphosis of selfivities، vol.3.، Hermann، 2020.(ردمك 9791037003898)
- «الشعور الانساني. بيان للمرأة الحرة»، عوفاديا، 2021.[بحاجة لمصدر]</link>
- «فرويد على الشاطئ، التحليل النفسي على كرسي الاستلقاء»، دونود، 2021 .
- «ضع حدًا للشعور بالذنب الاجتماعي ... لتحرر أخيرًا !»، ألبين ميشيل، 2021.
- «حياة فارغة. من المستحيل تلبية حاجتنا للاعتراف»، أرماند كولين [الإنجليزية]، 2023.
- «سارتر على الشاطئ، الوجودية على كرسي الاستلقاء»، دينود [الإنجليزية]، 2023.

### المصنفات التربوية الجماعية
- الأدب والسياسة، Ellipse، 2004].
- العقيدة، H&K، 2004(ردمك 2-7495-0136-9)
- العدالة، H&K، 2005.
- العاطفة، H&K، 2006(ردمك 978-2-74950-320-2)
- العلم، H&K، 2006(ردمك 978-2-35141-007-3)

## مرتبة الشرف
- Prix des Savoirs 2020 لمقاله أخلاقيات الإخلاص. البقاء على قيد الحياة في عصر الأكاذيب .
- الفائزة بجائزة 2022 لأبحاث الأخلاقيات عن مقالها "أخلاقيات الإخلاص". النجاة من عصر الأكاذيب.[26]